# Kölsjön (Ljusdals socken, Hälsingland)
Kölsjön är en sjö i Ljusdals kommun i Hälsingland och ingår i Ljusnans huvudavrinningsområde. Sjön har en area på 1,28 kvadratkilometer och ligger 377 meter över havet. Sjön avvattnas av vattendraget Verkarskogsbäcken.

## Delavrinningsområde
Kölsjön ingår i det delavrinningsområde (686058-148329) som SMHI kallar för Utloppet av Kölsjön. Medelhöjden är 394 meter över havet och ytan är 7,41 kvadratkilometer. Det finns inga avrinningsområden uppströms utan avrinningsområdet är högsta punkten. Verkarskogsbäcken som avvattnar avrinningsområdet har biflödesordning 3, vilket innebär att vattnet flödar genom totalt 3 vattendrag innan det når havet efter 161 kilometer. Avrinningsområdet består mestadels av skog (46 procent) och sankmarker (34 procent). Avrinningsområdet har 1,28 kvadratkilometer vattenytor vilket ger det en sjöprocent på 17,2 procent.